# Olimpia (nome)
Olimpia  è un nome proprio di persona italiano femminile.

## Varianti
- Femminili: Olimpiade[1][3], Olimpa[3]
- Maschili: Olimpio[1][3], Olimpo[1]

### Varianti in altre lingue
- Catalano: Olímpia[4]
  - Maschili: Olimpi[4]
- Francese: Olympe[2][5]
- Greco antico: Ὀλυμπιάς (Olympias)[1][2][6], Ὀλυμπία (Olympia)[1][6]
  - Maschili: Ὄλυμπος (Olympos)[1][2][6], Ὀλύμπιος (Olympios)[1][6], Ὀλυμπικός (Olympikos)[6]
- Greco moderno: Ολυμπια (Olympia)
- Inglese: Olympia[5]
- Latino: Olympia[1], Olympias[1]
  - Maschili: Olympius[1], Olympus[1]
- Polacco: Olimpia[2]
- Rumeno: Olimpia[2]
- Russo: Олимпиада (Olimpiada)[2]
- Slovacco: Olympia[2]
- Spagnolo: Olimpia[2][4]
  - Maschili: Olimpio[4]
- Ucraino: Олімпіада (Olimpiada)[2]
- Ungherese: Olimpia[2]

## Origine e diffusione

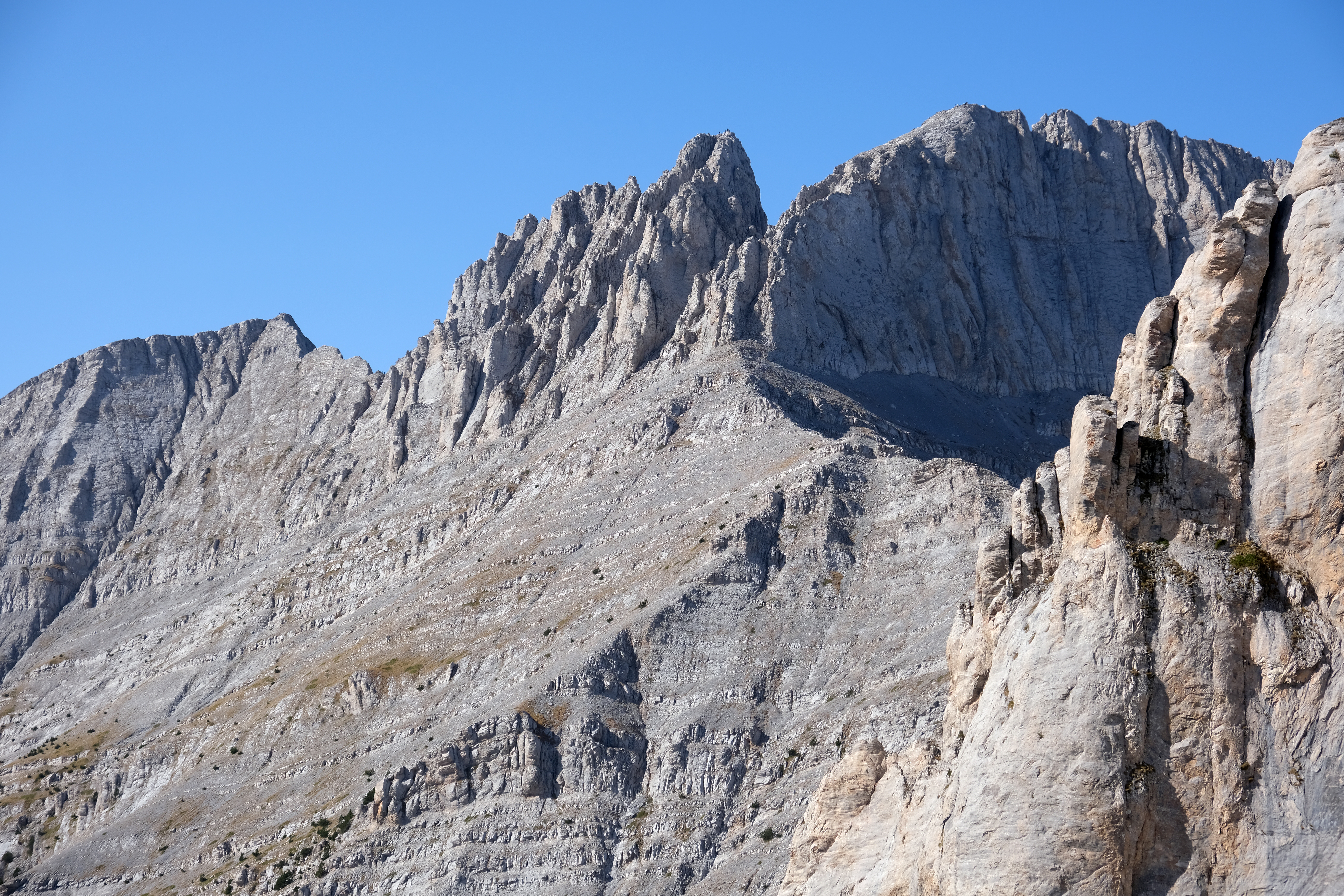
Il Monte Olimpo

Deriva dall'antico nome greco Ολυμπιας (Olympias), tratto dal nome del monte Olimpo, come adattamento femminile o come etnonimo (quindi "[abitante] dell'Olimpo"); può anche essere riferito alla città di Olimpia, sede delle antiche Olimpiadi, che comunque a sua volta prende il nome dal monte. L'etimologia di questo toponimo è ignota, quasi certamente pregreca: esso era portato da ben diciannove montagne al tempo dell'antica Grecia, ed è quindi plausibile che sia derivato da termini che avevano un significato geografico comune, come "alto", "frastagliato" o anche semplicemente "montagna".
Storicamente il nome è noto principalmente per essere stato portato da Olimpiade d'Epiro, la madre di Alessandro Magno. In Italia è diffuso in parte grazie al culto dei vari santi così chiamati, ma è specialmente un nome di stampo letterario e teatrale (da citare in particolare il personaggio di Olimpia nell'Orlando furioso), nonché ispirato alle Olimpiadi moderne; negli anni 1970 se ne contavano circa ventitremila occorrenze, sparse su tutto il territorio nazionale, più altre tremila del maschile Olimpio, assai raro al Sud.

## Onomastico
L'onomastico si può festeggiare in memoria di più figure, fra cui:
- 28 gennaio, beata Olimpia Bida, suora di San Giuseppe, martire in Siberia[8][9]
- 15 aprile, sant'Olimpiade, nobile persiano, martire sotto Decio[4][10]
- 12 giugno, sant'Olimpio, vescovo di Eno e confessore[11]
- 25 luglio o 17 dicembre, sant'Olimpia (od Olimpiade), fondatrice di monasteri in Costantinopoli e collaboratrice di Giovanni Crisostomo[8][12]
- 26 luglio, sant'Olimpio, martire a Roma con i suoi familiari sotto Valeriano[13]
- 1º dicembre, sant'Olimpiade, console romano martire in Persia sotto Decio o Diocleziano[8][12]

## Persone

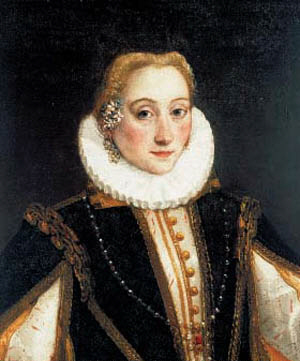
Olimpia Morata

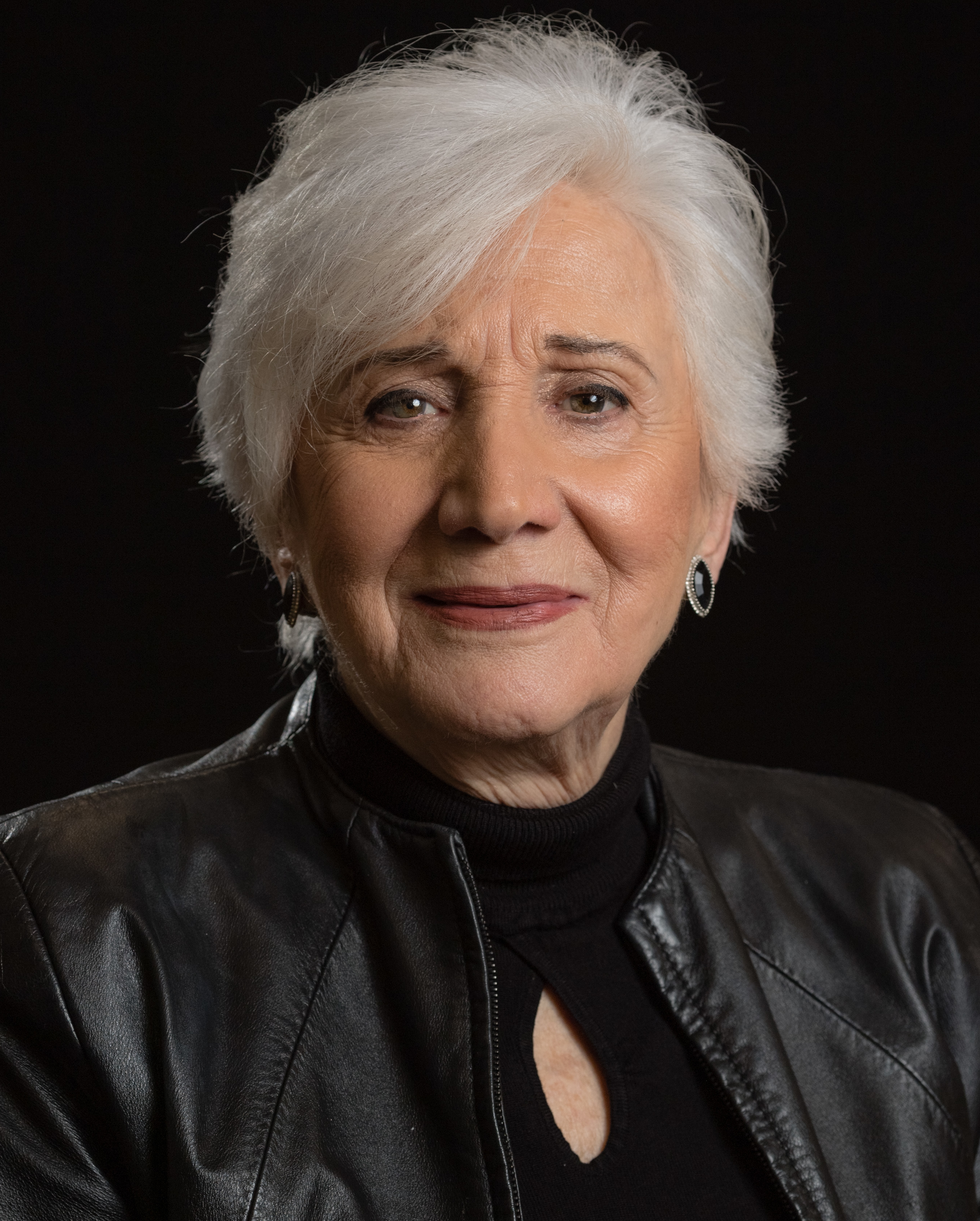
Olympia Dukakis

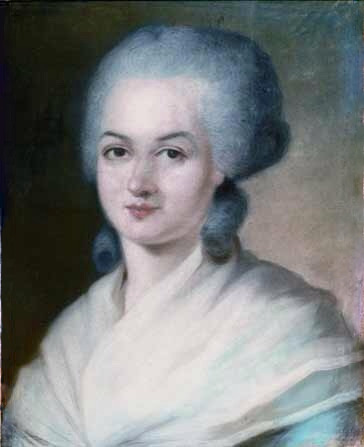
Olympe de Gouges

- Olimpia Aldobrandini, nobile italiana
- Olimpia Bida, religiosa ucraina
- Olimpia Carlisi, attrice italiana
- Olimpia Cavalli, attrice italiana
- Olimpia Di Nardo, attrice e cantante italiana
- Olimpia Gonzaga, religiosa italiana
- Olimpia Maidalchini, nobile italiana
- Olimpia Mancini, nobile italiana
- Olimpia Morata, umanista italiana
- Olimpia Rossi Savio, scrittrice e nobile italiana
- Olimpia Vano, politica italiana

### Variante Olympia
- Olympia Dukakis, attrice, regista teatrale e direttrice artistica statunitense
- Olympia Scott, cestista e allenatrice di pallacanestro statunitense
- Olympia Snowe, politica statunitense

### Variante Olympe
- Olympe Audouard, scrittrice e femminista francese
- Olympe de Gouges, drammaturga e attivista francese
- Olympe Pélissier, modella e cortigiana francese

### Altre varianti femminili
- Olimpiade d'Epiro, madre di Alessandro Magno
- Olimpiada Ivanova, marciatrice russa

### Variante maschile Olimpio
- Olimpio, esarca d'Italia
- Olimpio, magister officiorum sotto l'imperatore Onorio
- Olimpio Bizzi, ciclista su strada italiano
- Olimpio Bobbio, attore italiano naturalizzato argentino
- Olimpio Paolinelli, ciclista su strada italiano

## Il nome nelle arti
- Olimpia (Gabrielle in originale) è un personaggio della serie televisiva Xena - Principessa guerriera.
- Olimpia è un personaggio dell'opera di Ludovico Ariosto Orlando Furioso.
- Olimpia è il nome della protagonista di due libri di Sara Marconi.
- Olympe Maxime è un personaggio della serie di romanzi e film Harry Potter, creata da J. K. Rowling.
- Olimpia Zuleta è un personaggio femminile nel romanzo L'amore ai tempi del colera di Gabriel García Márquez.

## Curiosità
- Olimpia è il nome dell'aquila mascotte della S.S. Lazio che, prima di ogni partita casalinga dei biancocelesti vola all'interno dello Stadio Olimpico di Roma.